# 親衛隊少将

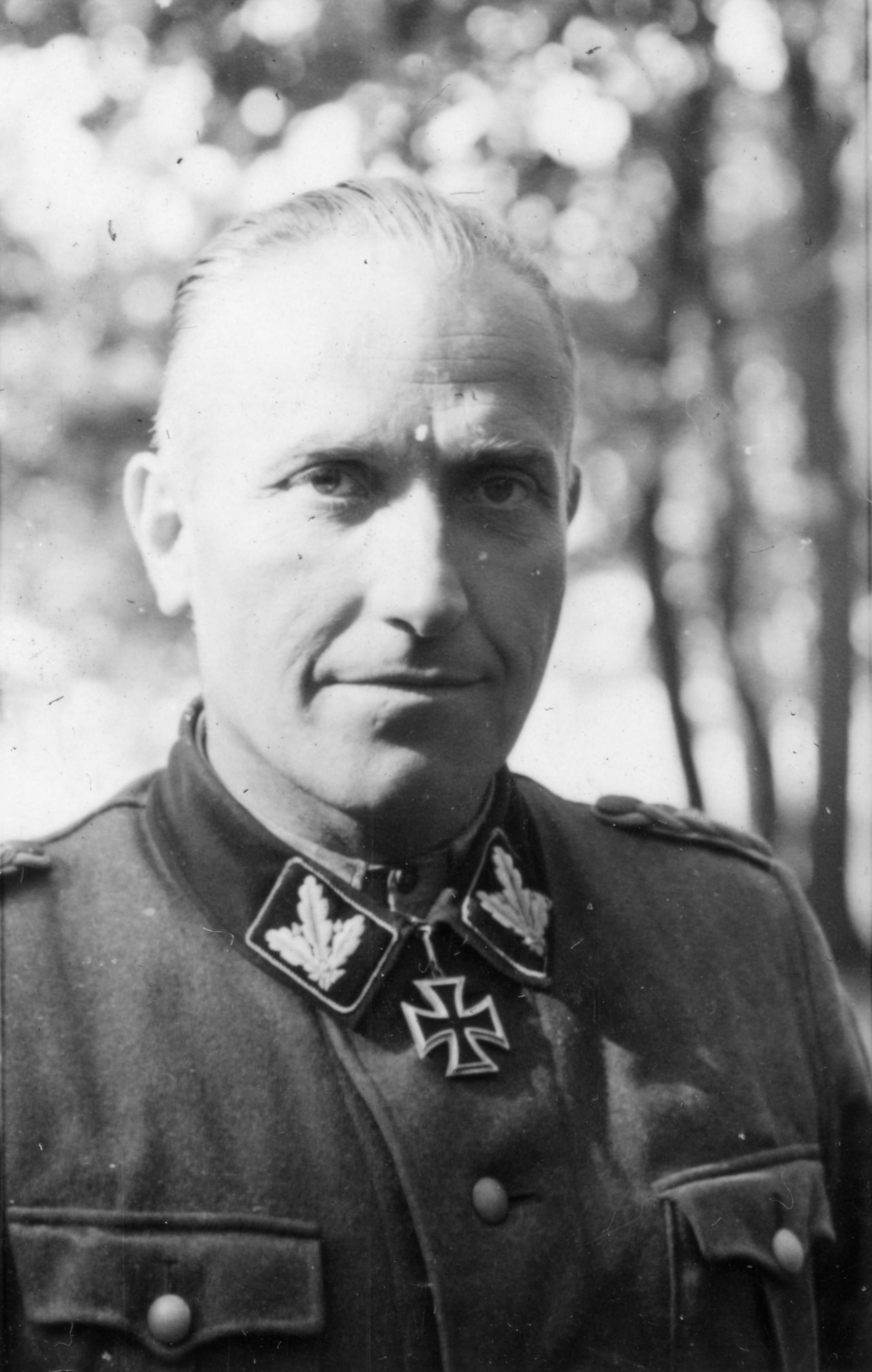
ヘルマン・プリース親衛隊少将

親衛隊少将（しんえいたいしょうしょう）は国家社会主義ドイツ労働者党（ナチス党）の親衛隊（SS）の階級「SS-Brigadeführer」の訳語の一つである。
「Brigadeführer」（ブリガーデフューラー、直訳すると旅団隊長）は親衛隊（SS）に限らず、突撃隊（SA）、国家社会主義自動車軍団（NSKK）、国家社会主義航空軍団（NSFK）といったナチス党組織に存在した階級である。ドイツ国防軍の少将（Generalmajor）に相当する地位なので「SS少将」「SA少将」「NSKK少将」「NSFK少将」などと訳されることが多い。
米英では訳さず原文を用いるが、敢えて訳す場合には陸軍の階級呼称を利用して SS（もしくはSA,NSKK,NSFK）Major-General と訳される。

## 親衛隊（SS）
親衛隊少将（SS-Brigadeführer）は、一般親衛隊に存在した階級である。親衛隊上級大佐（SS-Oberführer）の上位、親衛隊中将（SS-Gruppenführer）の下位に位置する。
武装親衛隊はドイツ国防軍と同様に武装親衛隊少将（Generalmajor der Waffen-SS）の位を使用していた。もっとも武装親衛隊少将（Generalmajor der Waffen-SS）には、一般親衛隊の親衛隊少将（SS-Brigadeführer）の階級も合わせて授与されるのが通例であった。
一般親衛隊の親衛隊少将が武装親衛隊少将位を必ず所持しているとは限らなかった。武装親衛隊と関係があると認められる一般親衛隊の親衛隊少将のみ、武装親衛隊少将位が授与されていたようである。一方、警察業務にあたる一般親衛隊少将は、警察少将（Generalmajor der Polizei）の階級を同時に所持している者が多い。一般親衛隊・武装親衛隊・警察の階級3つとも併せて所持している者も少なくはない。この三者の階級の境界は曖昧である。

### 階級章

襟章

襟章

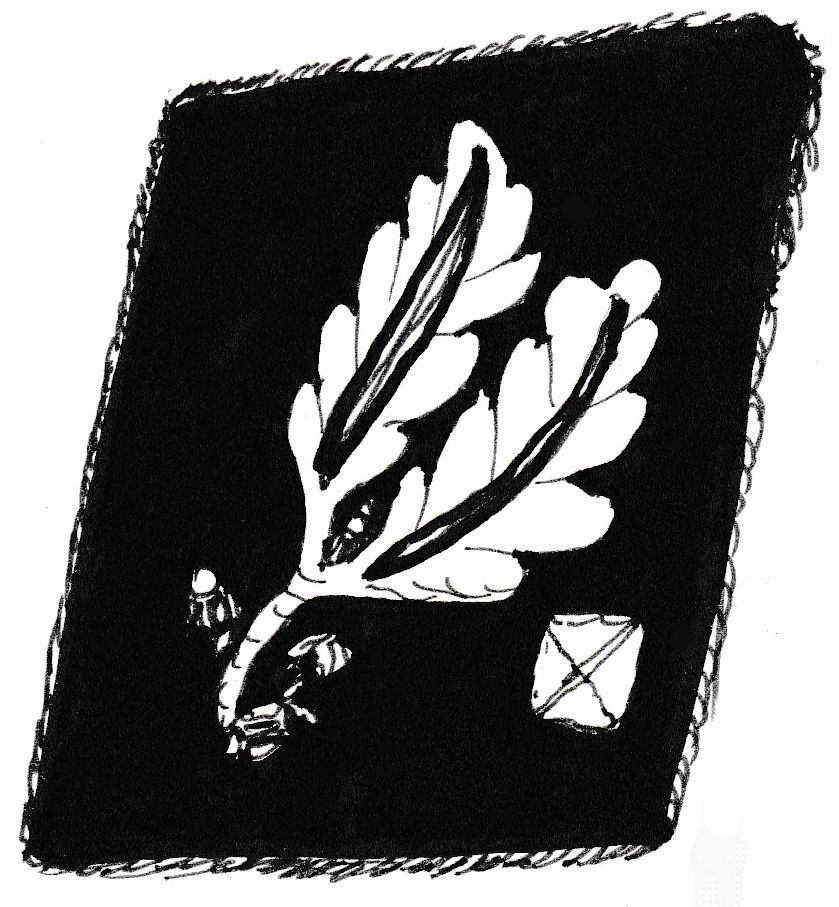
1942年4月までの襟章（一般SS/武装SS）
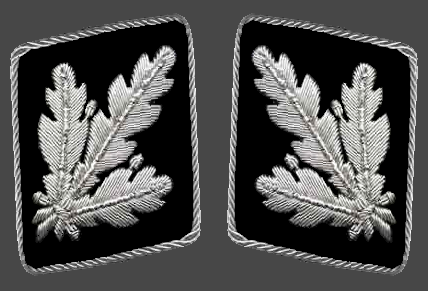
1942年4月からの襟章（一般SS/武装SS）
肩章（武装SS）
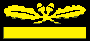
迷彩服の階級章（武装SS）

### 主なSS少将
- エルンスト・フォン・ヴァイツゼッカー男爵（名誉SS少将。外交官。西ドイツ大統領リヒャルト・フォン・ヴァイツゼッカーの父）
- テオドール・ヴィッシュ（武装親衛隊将軍。第1SS装甲師団「LSSAH」師団長。）
- カール・マリア・ヴィリグート（神秘主義者。オカルト的人物。親衛隊の宗教思想に影響を与えた。）
- エーリヒ・エーアリンガー（国家保安本部人事局局長。アインザッツグルッペンの指揮官）
- ブロニスラフ・カミンスキー（カミンスキー旅団の指揮官）
- オットー・クム（武装親衛隊将軍。「LSSAH」師団長。）
- ウルリヒ・グラーフ（ヒトラーの最初のボディーガード）
- フェルディナント・フォン・ザンメルン・フランケネック（ワルシャワ・ゲットー蜂起鎮圧の最初の指揮官。更迭されユルゲン・シュトロープに代えられた）
- ヴァルター・シェレンベルク（国家保安本部第VI局の責任者。ヨストの後任。）
- フランツ・ジックス（国家保安本部第VII局（資料部）の責任者。戦時中の一時期にアインザッツグルッペンの一部隊を率いる。）
- フランツ・ヴァルター・シュターレッカー（アインザッツグルッペンの指揮官）
- エーリヒ・ナウマン（SD将校。アインザッツグルッペンの指揮官。）
- ハインツ・ハルメル（第10SS装甲師団「フルンツベルク」師団長）
- ゴットフリート・フォン・ビスマルク＝シェーンハウゼン伯爵（名誉SS少将。ドイツ帝国宰相オットー・フォン・ビスマルクの孫）
- フランツ・ヨーゼフ・フーバー（ウィーンのゲシュタポ長官。）
- ヴァルター・ヘーヴェル（ドイツの外交官。名誉SS少将。）
- クルト・マイヤー（武装親衛隊の将軍。多大な戦果をあげ、パンツァーマイヤーの異名をとった。）
- ヴィルヘルム・モーンケ （ベルリンの戦いで総統官邸を含む官庁街を防衛を指揮した。）
- ハインツ・ヨスト（国家保安本部第VI局（SD国外諜報担当）の責任者）
- オットー・ラッシュ（SD将校。アインザッツグルッペンの指揮官。）
- ヨハン・ラッテンフーバー （総統警護警察隊の指揮官）
- グスタフ・ロンバルト（武装親衛隊将軍。第6SS山岳師団「ノルト」の師団長）

## 突撃隊（SA）
突撃隊少将（SA-Brigadeführer）は突撃隊に存在した階級である。突撃隊上級大佐（SA-Oberführer）の上位、突撃隊中将（SA-Gruppenführer）の下位に位置する階級である。

### 主なSA少将
- ペーター・フォン・ハイデブレック（ポンメルン突撃隊の指揮官。長いナイフの夜で粛清）
- エーベルハルト・カール・フォン・ヴェヒマール男爵（Eberhard Carl Freiherr von Wechmar）（突撃隊幹部。長いナイフの夜で粛清）
- ハンス・ラムズホーン（Hans Ramshorn）（突撃隊幹部。長いナイフの夜で粛清）

## 国家社会主義自動車軍団（NSKK）
国家社会主義自動車軍団少将（NSKK-Brigadeführer）は、国家社会主義自動車軍団（NSKK）に存在した階級である。国家社会主義自動車軍団上級大佐（NSKK-Oberführer）の上位、国家社会主義自動車軍団中将（NSKK-Gruppenführer）の下位に位置する階級である。

### 階級章
- 襟章

### 主なNSKK少将
- ローラント・フライスラー

## 国家社会主義航空軍団（NSFK）
国家社会主義航空軍団少将（NSFK-Brigadeführer）は、国家社会主義航空軍団（NSFK）に存在した階級である。国家社会主義航空軍団上級大佐（NSFK-Oberführer）の上位、国家社会主義航空軍団中将（NSFK-Gruppenführer）の下位に位置する階級である。

### 階級章
- 襟章